# Demis Wongsosoewirjo
Demis Wongsosoewirjo, kortweg Demis Wongso, is een Surinaams muziektechnicus, arrangeur en componist. Hij schreef meermaals arrangementen voor SuriPop, waaronder in 2008 voor het winnende lied Ala ogri e tja wang bun.

## Biografie
Demis is een zoon van Ro Wongsosoewirjo, in de jaren 1970 de bassist van het Astaria Combo van met in die tijd Eddy Assan. Na zijn opleiding aan het Natuurtechnisch Instituut (NATIN) was hij van maart 1995 tot december 2000 opname- en geluidstechnicus bij Royant Studio's. Ook daarna bleef hij actief als muziektechnicus, arrangeur en componist.
In 2008 leverde hij het arrangement voor het winnende lied Ala ogri e tja wang bun voor SuriPop XV. Het was geschreven door Gail Eijk en werd gezongen door Bryan Muntslag. In 2014 arrangeerde hij Wang bun mati van schrijfster Stephanie de Randamie en zanger Tjark Bel. In 2016 leverde hij twee arrangementen: Mama van schrijfster Sharon Wongsoredjo en zangeres Geniva Dongor en Drape (in een revisie met Ernesto van Dal) van John van Coblijn, gezongen door Artino Oldenstam. Voor de editie van 2018 arrangeerde hij Lobi fu têgo van schrijver Jonovan Hatimi en zanger Maroef Amatstam.